# Акжайик (Каргалинський район)
Акжайи́к (каз. Ақжайық) — село у складі Каргалинського району Актюбінської області Казахстану. Входить до складу Веліховського сільського округу.
До 2009 року село називалось Херсон.
Населення — 144 особи (2021; 332 у 2009, 643 у 1999, 830 у 1989).